# Thlaspi
Thlaspi là chi thực vật có hoa trong họ Cải.

## Lịch sử phân loại
Thlaspi s.l. đã trở thành bãi rác cho bất kỳ cây thuộc họ Cải nào có quả dạng vách ngăn hẹp (dẹt ở góc vuông với vách ngăn), với 2 hoặc nhiều hạt ở mỗi ngăn, và các thể dạng lông đơn giản hoặc không có lớp phủ thể dạng lông. Trong một loạt các nghiên cứu, Meyer đã giảm Thlaspi s.l. thành 10 vùng riêng biệt và chỉ giữ lại 6 loài trong Thlaspi s.str. của ông. Các nghiên cứu phát sinh chủng loài tiếp theo đã chỉ ra rằng cách tiếp cận rộng của Meyer là đúng, nhưng các vùng riêng biệt dựa trên hình thái của ông là không đúng và được tóm tắt trong Al-Shehbaz (2012, 2014) và Brassibase (2019). Tuy nhiên, Al-Shehbaz (2014) tiếp tục gợi ý rằng dường như tất cả các vùng riêng biệt của Meyer có thể được gộp lại trong Noccaea mở rộng ra rất nhiều (tông Coluteocarpeae). Tuy nhiên, cách tiếp cận này vẫn chưa được chấp nhận hoàn toàn trong các cơ sở dữ liệu trực tuyến, chẳng hạn như Tropicos hoặc Euro+Med Plantbase. Lưu ý rằng Thlaspi watsonii P.H.Davis, 1988 ít được nghiên cứu thì gần đây đã được xác nhận là đồng nghĩa của Arabis watsonii Mey, 2006.

## Các loài
Plants of the World công nhận 9 loài:
- Thlaspi armenum N.Busch, 1906
- Thlaspi arvense L., 1753
- Thlaspi brevistylum Mutel, 1834
- Thlaspi ceratocarpon (Pall.) Murray, 1774
- Thlaspi huetii Boiss., 1856
- Thlaspi inhumile Ponert, 1972
- Thlaspi kochianum F.K.Mey., 1973
- Thlaspi roseolum N.Busch, 1935
- Thlaspi syriacum Bornm., 1929